# Strike Force
Strike Force ist ein Computerspiel und die Neuauflage bzw. ein Remake des erfolgreichen Defender von 1980, das 1991 von Midway Games produziert wurde. Zeitgemäß überarbeitet wurde die Grafik, die nun in mehr Farben mit Parallax-Scrolling, verbesserten Animationen und mehr Gegnern aufwartet, sowie das Spielprinzip, das komplexer wurde.
Als Spieler übernimmt man die Steuerung eines kleinen Raumschiffs, das von verschiedenen Planetenoberflächen Kolonisten evakuieren muss, die dort von einem gefräßigen Dinosaurier-Typus bedroht werden. Dafür werden hauptsächlich kleine Soldaten aktiviert, die bei geringer Flughöhe selbstständig abspringen. Sie sammeln Kolonisten und verschiedene Bonusgegenstände auf und springen automatisch wieder auf, wenn man sich ihnen nähert. Alternativ hängen sie am eigenen Schiff und schießen auf jedes sich ihnen bietende Ziel.
Primär gilt es jedoch nur alle feindlichen Monster, Fahrzeuge und Bauten auf und über den Planetenoberflächen zu besiegen. Ein Dutzend Extrawaffen, von denen der Spieler neben dem Standardschuss noch bis zu 5 mitführen kann, erleichtern dies, auch wenn die richtige Auswahl, z. B. Raketen, Bomben, Timewarp oder Luftminen, in der Hektik des Geschehens eine relativ schwierige Sache ist. Da im Gegensatz zu normalen Shoot 'em ups die Flugrichtung und Geschwindigkeit im Spielfeld jedoch nicht vorgegeben ist, kann man sich auch jederzeit aus stärker frequentierten Bereichen zurückziehen, um sie neu anzugehen. Ein kleiner Radarschirm des gesamten Spielfeldes unterstützt die Orientierung.